# Chaetomitrium maryatii
Chaetomitrium maryatii är en bladmossart som beskrevs av Hiroyuki Akiyama och Suleiman 2001. Chaetomitrium maryatii ingår i släktet Chaetomitrium och familjen Hookeriaceae. Inga underarter finns listade i Catalogue of Life.